# نصر بن سیار
نصر بن سَیّار (۶۶۳م - ۷۴۸م) امیر اموی و شاعر عربی بود. از سوی هشام بن عبدالملک، پس از فتح‌های در فرارود، والی خراسان شد. در روزگار او، قیام‌های عباسی در خراسان فزونی گرفت. هنگامی که ابومسلم بخش‌هایی از خراسان را گرفت، مدتی در نیشابور ماند. سپس در سال ۷۴۸م / ۱۳۱م در ساوه درگذشت.